# المرأة في ولايات ميكرونيسيا المتحدة
النساء في ولايات ميكرونيزيا المتحدة هن النساء اللاتي يعشن في أو هن من ولايات ميكرونيسيا المتحدة، دولة جزيرة مستقلة ذات سيادة مؤلفة من أربع ولايات.

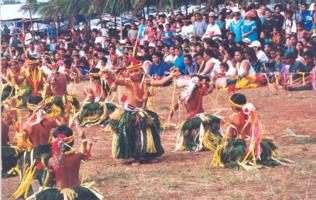
نساء يابييس الراقصات من ولايات ميكرونيزيا المتحدة يرتدين اللباس التقليدي في إحتفال يوم ياب في عام 1999.

و تتكون نساء ولايات ميكرونيزيا المتحدة من النساء من دول ياب، شوك، بوهنباي (بوناب سابقا) وكوسراي (المعروف سابقا باسم كوساي).

## الأدوار
وحسب التقاليد، عضوية العشيرة في المجتمع ميكرونيزيا يتم تمريرها عموما بالتسلسل بواسطة النساء.
تعمل النساء بالزراعة وبإنتاج المحاصيل الغذائية الأساسية. وكذلك بالصيد الشاطئي والمأكولات البحرية.
وتشارك النساء أيضا في الفنون والحرف اليدوية مثل إنتاج نسيج القش، وحصير البندانوس والطب والحلي المنسوجة.
وهن أوصياء و «معلمات المرحلة الابتدائية» للأطفال. والنساء ميكرونيزيا مبادرات في التخطيط المجتمعي، لصانعي السلام، والمساهمين الاقتصاديين، ولهن أيضا دور في سياسة ميكرونيزيا.
بشكل عام، تشارك النساء السلطة مع نظرائهن من الرجال في مجتمع ميكرونيزيا. وتكون أدوار المرأة مكملة لدور الرجل.
بعض نساء ميكرونيزيا تساهم في القرارات المتعلقة بالتخلص من أراضي الأسرة، ولها «القدرة على حرمان أفراد الأسرة».
تقليديا، فإن الرجال والنساء يوازنوا العمل عن طريق أداء أدوار مختلفة في الزراعة وإعداد الطعام. ومع ذلك، مع التغييرات الأخيرة في ثقافة الجزيرة مثل انتشار الأطعمة الأجنبية المستوردة، أعطيت إلى حد كبير واجب العمل في المطابخ للنساء. .:120–121
النساء في ميكرونيزيا بإمكانهن إجبار الرجال على صنع السلام مع أعدائهم. وفي كثير من الأحيان تضع النساء «شروط السلام».
والنساء ذوات الشؤون العليا لديهن مصطلح مواز للعضو البارز من الذكور ما يسمى سلالة بونبيان، وتكون لديهن «سلطة كبيرة» على المجموعة.
كبار النساء بأمكانهن التدخل في مسائل مثل إيقاف الرجل عن ضرب أولاده "ومتى يجب على الرجل الامتناع عن النوم مع زوجته بعد الولادة.
خلال مهرجان يوم ياب في مارس ترتدي نساء ميكرونيزيا الأزياء التقليدية ويأدين الرقصات التقليدية.

## وصلات خارجية
- Universal Periodic Review (UPR) of the Federated States of Micronesia: Mixed progress on women's rights
- Chuuk Women's Council
- Traditional Culture
- Understanding Micronesian Culture
- The Role of Women in Micronesian Society, Micronesia Forum.org